# Trevor Moran
Trevi Moran (30 de setembro de 1998) é uma cantora e youtuber americana. Em agosto de 2016, o canal de Moran no YouTube possuía mais de 1 milhão de inscritos.

## Carreira

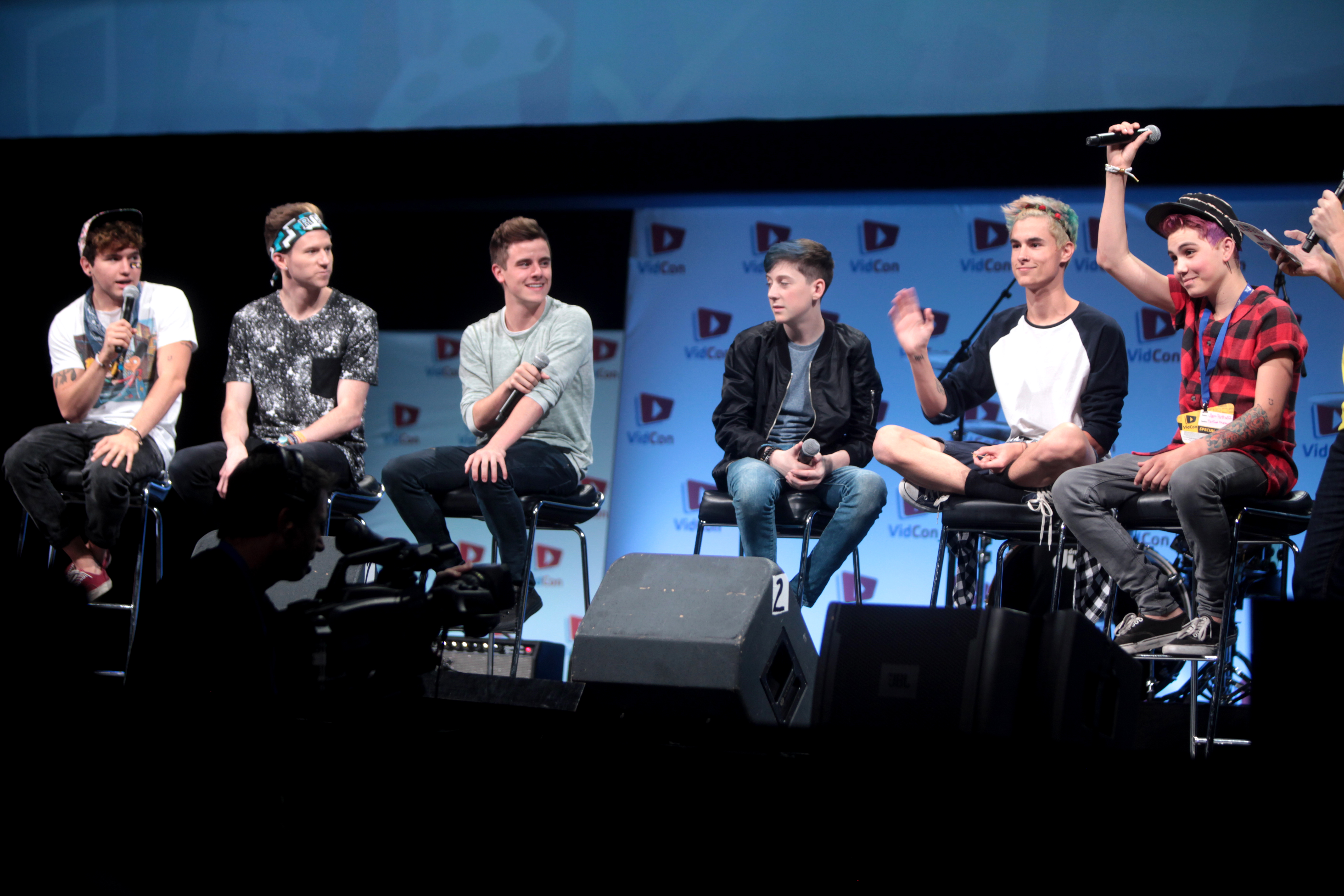
Trevor Moran com outros membros do canal O2L (Our2ndLife).

Trevor iniciou sua carreira no YouTube aos 10 anos. Em agosto de 2012, ele se juntou ao canal O2L (Our2ndLife) com Connor Franta, Jc Caylen, Kian Lawley, Ricky Dillon e Sam Pottorff. Juntos conseguiram 3 milhões de inscritos, mas em dezembro de 2014 terminaram com o canal.
Paralelamente, em 2012, Moran participou do The X Factor cantando "Sexy and I Know It". Moran foi aprovado por quatro juízes, mas foi eliminado durante a fase "Boot Camp". No início de setembro, Moran lançou seu single de estreia intitulado "Someone". No início de dezembro de 2013 Moran lançou outro single, intitulado "The Dark Side". Em junho de 2014, Moran lançou um single intitulado "Echo" e mais tarde outros 3 singles: "XIAT", "Now or Never" e "Slay" que fazem parte de seu EP também intitulado XIAT. Em junho de 2015, Moran lançou "I Wanna Fly".
Em 23 de novembro de 2015 Moran lançou o videoclipe "Let's Roll", onde apresenta sua amiga e colega youtuber, Lia Marie Johnson. Em 28 de dezembro de 2015, Ricky Dillon lançou "Steal the Show" em seu álbum GOLD, onde Moran foi destaque como ex-membro da Our2ndLife.
Em 22 de janeiro de 2016, Moran lançou seu segundo EP, Alive, com três singles: "Allive", "Got Me Feelin 'Like" e "Cold Soul". Em fevereiro de 2016, Moran participou da turnê Alive+GOLD ao lado de Ricky Dillon. Em setembro de 2016, ele lançou "Get Me Through the Night".

## Discografia & filmografia

### Discografia
| Título | Informações                                                                               | Posição | Posição  | Posição |
| Título | Informações                                                                               | US Heat | US Indie |         |
| ------ | ----------------------------------------------------------------------------------------- | ------- | -------- | ------- |
| XIAT   | - Lançamento: 9 de dezembro de 2014 - Gravadora: Gotham Alpha - Formato: Download digital | 1       | 17       |         |
| Alive  | - Lançamento: 22 de janeiro de 2016 - Gravadora: Gotham Alpha - Formato: Download digital | 1       | 10       |         |

#### Singles
| 2011                    | "Bust the Floor"           | —     | —                     |
| 2013                    | "Someone"                  | —     | —                     |
| 2013                    | "The Dark Side"            | —     | —                     |
| 2014                    | "Echo"                     | XIAT  | —                     |
| 2014                    | "XIAT"                     | XIAT  | —                     |
| 2015                    | "I Wanna Fly"              | Alive | —                     |
| 2015                    | "Let's Roll"               | Alive | —                     |
| 2015                    | "Steal the Show"           | Gold  | Participação especial |
| 2016                    | "Got Me Feelin' Like"      | Alive | —                     |
| 2016                    | "Get Me Through the Night" | —     | —                     |
| "—" sigle(s) sem álbum. |                            |       |                       |

### Filmografia
| Ano  | Filme       | Personagem |
| ---- | ----------- | ---------- |
| 2015 | #O2LFOREVER | Ele mesmo  |

## Prêmios e indicações
| Ano  | Prêmio                         | Categoria        | Resultado |
| ---- | ------------------------------ | ---------------- | --------- |
| 2014 | Teen Choice Awards             | Webstar: Comédia | Venceu    |
| 2015 | Macy's iHeartRadio Rising Star | —                | Indicado  |